# Герб Канівського району
Герб Канівського району — офіційний символ Канівського району, затверджений 26 березня 2003 р. рішенням сесії районної ради.

## Опис
Щит перетятий червоним і лазуровим. На першому полі кобза, на другому дві зелені гірські вершини з срібною хвилястою укороченою нитяною балкою під ними, над вершинами сходить золоте сонце. Щит обрамлено картушем з дубового листя з жолудями та кетягів червоної калини, увінчано баштою з трьома колосками та квіткою соняшника. Під щитом вміщено вишитий рушник з написом "Канівський район".